# Kinas Grand Prix 2008
Kinas Grand Prix 2008 var det sjuttonde av 18 lopp ingående i formel 1-VM 2008.

## Rapport
VM-ledaren Lewis Hamilton i McLaren tog pole position före Kimi Räikkönen i Ferrari. I andra ledet stod Felipe Massa i Ferrari och Fernando Alonso i Renault. I det tredje stod Heikki Kovalainen i McLaren och  Sebastian Vettel i Toro Rosso. Bakom dessa stod Jarno Trulli i Toyota och Sébastien Bourdais i Toro Rosso följda av Nick Heidfeld i BMW och Nelsinho Piquet i Renault. Robert Kubica i BMW missade Q3 och startade från den elfte rutan.
Hamilton tog starten och drog ifrån Räikkönen, Massa och Alonso och var sedan snabbast på banan. Massa passerade Räikkönen när sju varv återstod. Hamilton vann loppet nästan 15 sekunder före Massa med Räikkönen på tredje plats. Hamilton ökade därmed sin ledning i förar-VM till sju poäng inför säsongens sista deltävling.

## Resultat

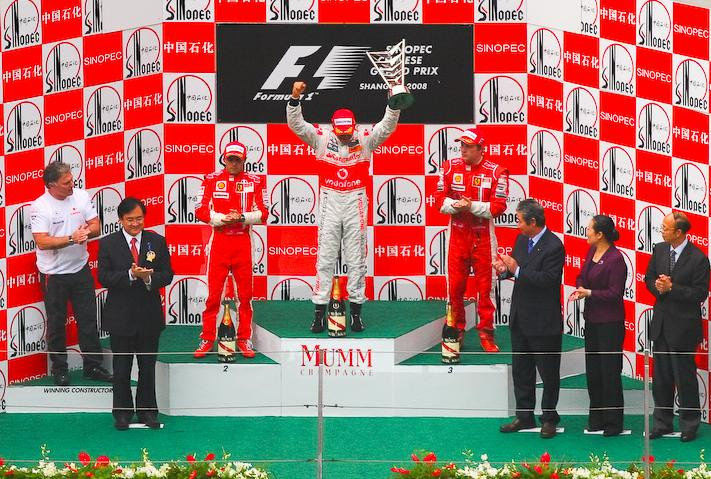
Prispallen i Kina 2008

1. Lewis Hamilton, McLaren-Mercedes, 10 poäng
2. Felipe Massa, Ferrari, 8
3. Kimi Räikkönen, Ferrari, 6
4. Fernando Alonso, Renault, 5
5. Nick Heidfeld, BMW, 4
6. Robert Kubica, BMW, 3
7. Timo Glock, Toyota, 2
8. Nelsinho Piquet, Renault, 1
9. Sebastian Vettel, Toro Rosso-Ferrari
10. David Coulthard, Red Bull-Renault
11. Rubens Barrichello, Honda
12. Kazuki Nakajima, Williams-Toyota
13. Sébastien Bourdais, Toro Rosso-Ferrari
14. Mark Webber, Red Bull-Renault
15. Nico Rosberg, Williams-Toyota
16. Jenson Button, Honda
17. Giancarlo Fisichella, Force India-Ferrari

### Förare som bröt loppet
- Heikki Kovalainen, McLaren-Mercedes (varv 49, pneumatik)
- Adrian Sutil, Force India-Ferrari (13, växellåda)
- Jarno Trulli, Toyota (2, olycksskada)